# Sulzbach/Saar
Sulzbach/Saar – miasto w zachodnich Niemczech, w kraju związkowym Saara, w związku regionalnym Saarbrücken.